# هامور برتقالي الترقيط
هامور برتقالي الترقيط (الاسم العلمي Epinephelus coioides)، نوع من الهامور وفصيلة القرفصية. موطنه غرب المحيط الهادي والمحيط الهندي والبحر الأحمر. كما سُجل له ظهور في البحر الأبيض المتوسط كمهاجر ليسيبسيًا.
موائله الطبيعية أشجار الأيكة (المانغروف) الشبه الاستوائية أو الاستوائية. والبحار المفتوحة، والبحار الضحلة، وتحت المد والجزر الشبه المدارية، والشعاب المرجانية، ومياه مصبات الأنهار، وشقوق المنحوتة بسبب المد والجزر، والبحيرات الساحلية المالحة 1.2 م (3.9 قدم) . وهو مهدد بفقدان موائله بسبب الإفراط في صيده. طوله نحو 1.2 م.